# AFS (交換留学)
AFSとは、高校生の交換留学を主な活動とした、国際教育交流団体。
日本における活動は公益財団法人AFS日本協会が行っている。

## 概要
高校生交換留学制度としては、1947年開始と最も歴史が古い。NYにある国際本部を中心に、世界約60か国にネットワークで運営されている非営利組織である。
ホストファミリー、留学生のサポート、オリエンテーションの運営など、留学中の異文化交流活動はボランティアによって支えられている。
2015年にUNESCOのオフィシャルパートナー (consultative status) として認められた。

## AFSの目的
「AFSは国際的なボランティア団体であり、営利を目的としない民間の組織である。
より公正で平和な世界の実現に必要な知識、能力、理解力を多くの人びとが身につけるため、さまざまな異文化と接する機会を提供することを目的とする」

## AFS留学制度の始まり
AFSの名はAmerican Field Service（アメリカ野戦奉仕団）に由来しており、悲惨な戦争の結果である傷病兵の救助活動から、戦争を起こさないための活動へと転じたことで、交換留学制度が発足した。

## プログラムサポートについて
留学生一人ひとりにボランティア相談員がつき、プログラム期間中を通して留学生の適応を見守る体制になっている。また、緊急時の連絡は24時間体制になっているため、留学先で災害が起こった場合などもAFSを通して安否を確認できるようになっている。
出発前、留学中、帰国後にオリエンテーションが実施される。特に出発前のオリエンテーションは同時期に留学する高校生の情報交換の場ともなっている。

## 沿革
- 1914年 - 第一次世界大戦が勃発。パリでアメリカンホスピタルと連携し、傷病兵を救護輸送するAmerican Ambulance (Service) の活動が開始（後に米軍の軍需品の輸送が業務に加わったことから、名称からAmbulanceが外され、American Field Serviceとなる）。
- 1919年 - フランスの大学生のためのAFSフェローシップ・プログラムが開始。
- 1945年 - AFS救護輸送車ドライバー約70名が、ナチ強制収容所からのユダヤ人解放に協力。
- 1947年 - 世界11カ国から、52名の大学生、高校生がアメリカに派遣される。
- 1954年 - 日本人高校生8名が、日本初の高校生交換留学生としてアメリカへ派遣される。
- 1955年 - 帰国した第1期生が、AFS日本支部総務局を設立する。
- 1957年 - アメリカ人高校生9名を、日米初の高校生交換留学生として日本へ受け入れる。
- 1963年 - 日本で年間の受入プログラムが始まる。
- 1980年 - 文部省（現文部科学省）の認可を受け、財団法人エイ・エフ・エス日本協会となる。
- 1989年 - 若者に対する貢献で、国際本部が国連からUnited Nations Testimonyを授与される。
- 1992年 - 日本協会が特定公益増進法人の認可を受ける。
- 2004年 - 日本協会が文部科学省より「国際交流功労者文部科学省大臣表彰」を受ける。
- 2011年 - 新公益法人制度に基づく公益財団への移行が認定され、「公益財団法人AFS日本協会」として移行登記

## プログラム
日本では現在以下のプログラムが実施されている。

### 留学プログラム
高校生年間プログラム、高校生短期プログラム

### 受入プログラム
高校生年間プログラム、高校生短期プログラム

### 国内交流イベント
サマーキャンプ
このほか、文部科学省の補助事業や、ASEAN事務局からの委託事業も行っている。

## AFS加盟国・地域
（2020年現在）
アイルランド、アイスランド、アメリカ、アルゼンチン、イタリア、インド、インドネシア、エジプト、オーストラリア、オーストリア、オランダ、ガーナ、カナダ、グアテマラ、ケニア、コスタリカ、コロンビア、スイス、スペイン、スロバキア、スロベニア、セルビア、タイ、チェコ、中国、チュニジア、チリ、デンマーク、ドイツ、ドミニカ共和国、トルコ、日本、ニュージーランド、ノルウェー、パナマ、パラグアイ、ハンガリー、フィリピン、フィンランド、ブラジル、フランス、ブルガリア、ベネズエラ、ペルー、ベルギー、ポーランド、ボリビア、ボスニア・ヘルツェゴビナ、ポルトガル、香港、ホンジュラス、マレーシア、メキシコ、モンゴル、ラトビア、ロシア、南アフリカ。
インドネシアにおけるAFS活動を担っているビナ・アンタルブダヤ財団が、2020年12月1日、令和2年度外務大臣表彰を受賞した。

## 過去のAFSプログラム参加生
- 秋葉忠利（政治家）
- 秋沢淳子（アナウンサー）
- 井尻憲一（科学者）
- 井浦幸雄（経営コンサルタント）
- 伊藤哲雄（外交官）
- 植山周一郎（経営コンサルタント）
- 梅津至（外交官）
- 浦田秀次郎（経済学者）
- 遠藤茂 (外交官)
- 大島賢三（外交官）
- 大塚清一郎（外交官）
- 小川郷太郎（外交官）
- 尾原蓉子
- 小野文惠（アナウンサー）
- 尾身茂（医科学者）
- 鏡味味千代（太神楽師）
- 亀田紀子（経営コンサルタント）
- 桂木明夫（実業家）
- 川口順子（政治家）
- 木村貴洋（精神科学者）
- 小西克哉（国際ジャーナリスト）
- 坂井文彦（神経内科学者）
- 榊裕之（工学者）
- 榊原英資（経済学者）
- 坂田雅子（映画監督）
- 佐々木尚（編集者）
- 佐藤良明（アメリカ文学者）
- 島映子（芸術家）
- 下田僚（臨床心理学者）
- 塩崎恭久（政治家）
- 清泉亮（作家）
- 関谷亜矢子（アナウンサー）
- 高世仁（ジャーナリスト）
- 竹内まりや（歌手）
- 谷本龍哉（実業家）
- 田村毅（精神科学者）
- 鳥飼玖美子（同時通訳者）
- 津田倫男（経営コンサルタント）
- 中川健一（牧師）
- 中村滋（外交官）
- 西ヶ廣渉（外交官、演劇評論家）
- 西崎文子（政治学者）
- 原田義昭（政治家）
- 藤澤秀敏（ジャーナリスト）
- 星野康二（実業家）
- 水越豊（経営コンサルタント）
- 槇徳子（元テレビ東京アナウンサー）
- 道下匡子（翻訳家・作家）
- 山崎昭（経済学者）
- 吉川元偉（外交官）
- 吉末陸一（実業家）
- Alexandra Bounxouei（タレント）
- Edward Fowler（文学者）
- John Junkerman（映像作家）
- [Laurent Mabesoone]俳号、マブソン青眼（俳人）
- Peter D. Bell（CARE元会長）
- ロバート・フェルドマン（エコノミスト）
- en:Surin Pitsuwan（政治家）※英語版へリンク
- James P. Zumwalt（在日本アメリカ合衆国大使館首席公使）
- クリスティーヌ・ラガルド（エコノミスト）